# Sousoší Nejsvětější Trojice (Chrudim)
Vrcholně barokní pískovcové sousoší Nejsvětější Trojice od neznámého autora z poloviny 18. století se nalézá na nevelkém zatravněném pozemku v Soukenické ulici nad říčním náhonem pod městskými hradbami okresního města Chrudim. Sousoší je od 14. února 2005 chráněno jako nemovitá kulturní památka ČR.

## Historie
Vrcholně barokní trojiční sousoší z poloviny 18. století z produkce hrochovotýnecké kamenické dílny Devotyů bylo původně umístěné při cestě z Chrudimi do Vestce. V roce 2000 bylo sousoší přemístěno na stávající místo.

## Popis
Na travnatém pozemku pod městskými hradbami stojí na nízkém pískovcovém stupni nízký, hranolový, nahoře profilováním okosený podstavec.
Na podstavci stojí užší pilíř s boky ozdobenými volutami a zakončený nahoře profilovanou římsou. Čelní stranu pilíře zdobí rámeček s vykrojenými rohy a vytesaným vystouplým reliéfem Panny Marie Immaculaty.
Na profilované římse stojí na nízkém profilovaném podstavci s nečitelným nápisem vlastní sousoší Nejsvětější Trojice představované zeměkoulí, na níž na oblačné kupě sedí korunovaný Bůh otec v podobě starce držícího pravou rukou pískovcový Krucifix s korpusem Krista, u paty krucifixu je zobrazen symbol Ducha svatého v podobě holubice s rozepjatými křídly. U nohou Boha Otce v oblacích jsou vytesány tři hlavičky andílků.

## Galerie

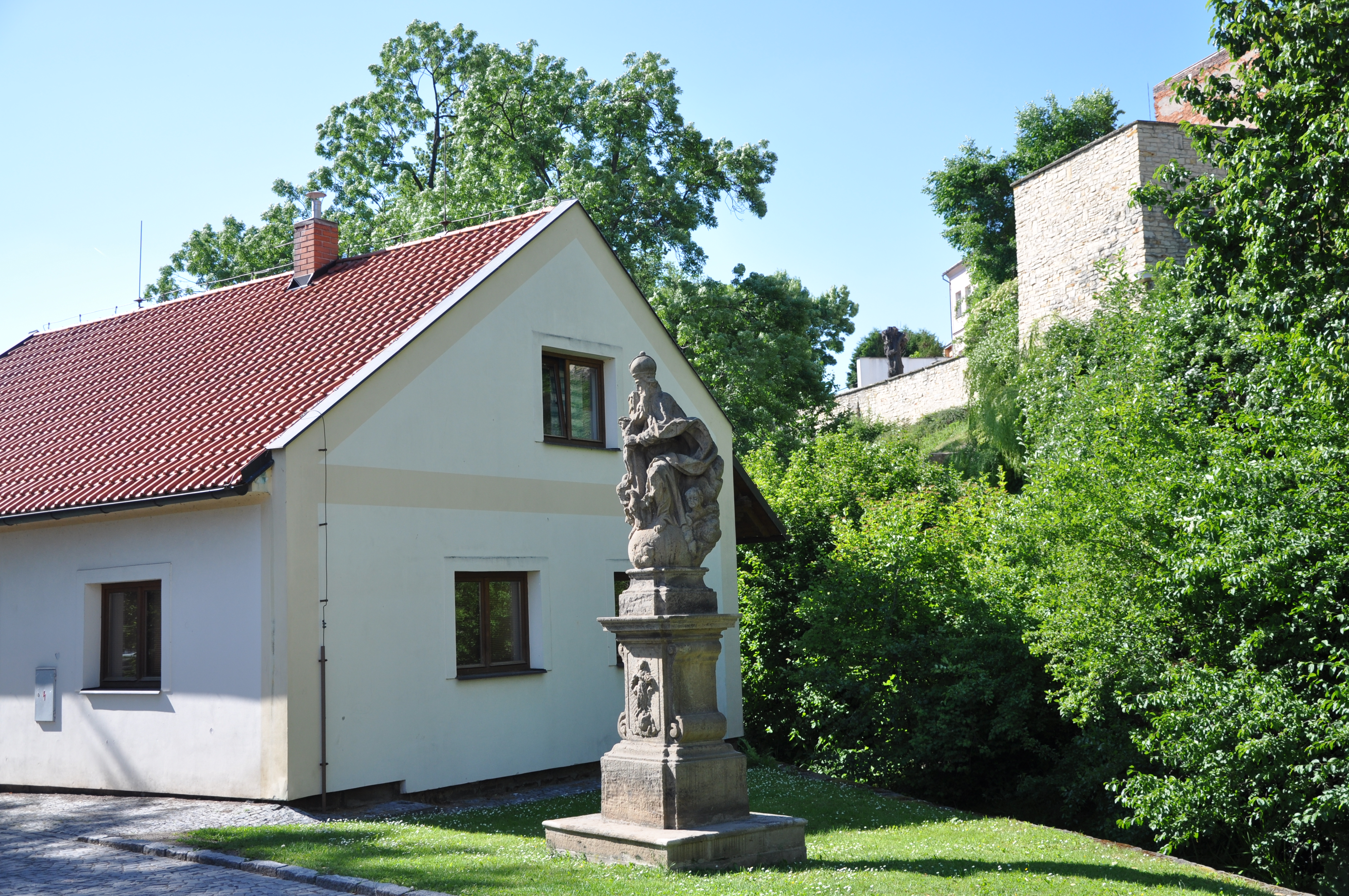
clkový pohled na sochu Nejsvětější Trojice
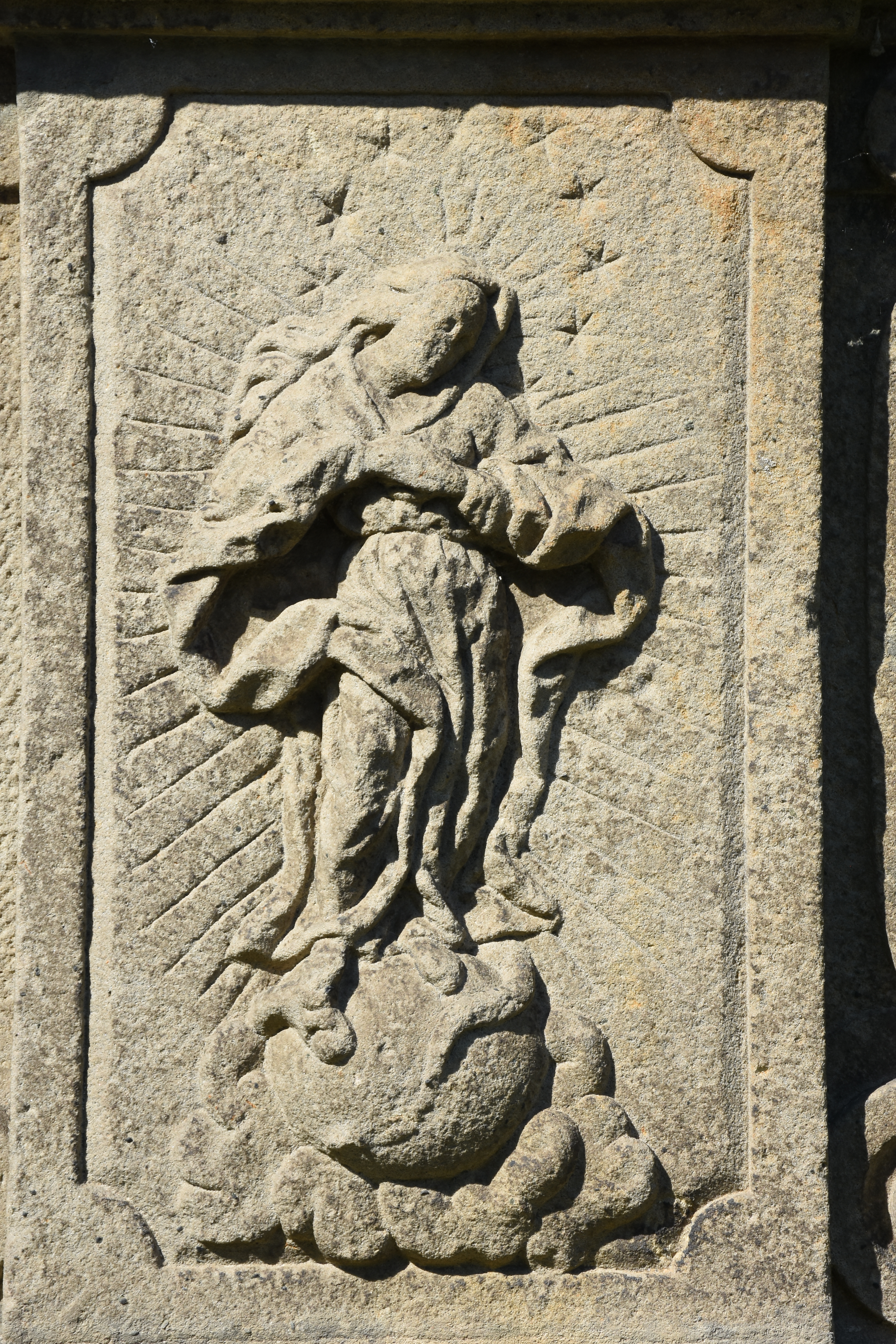
detail reliéfu Panny Marie Immaculaty
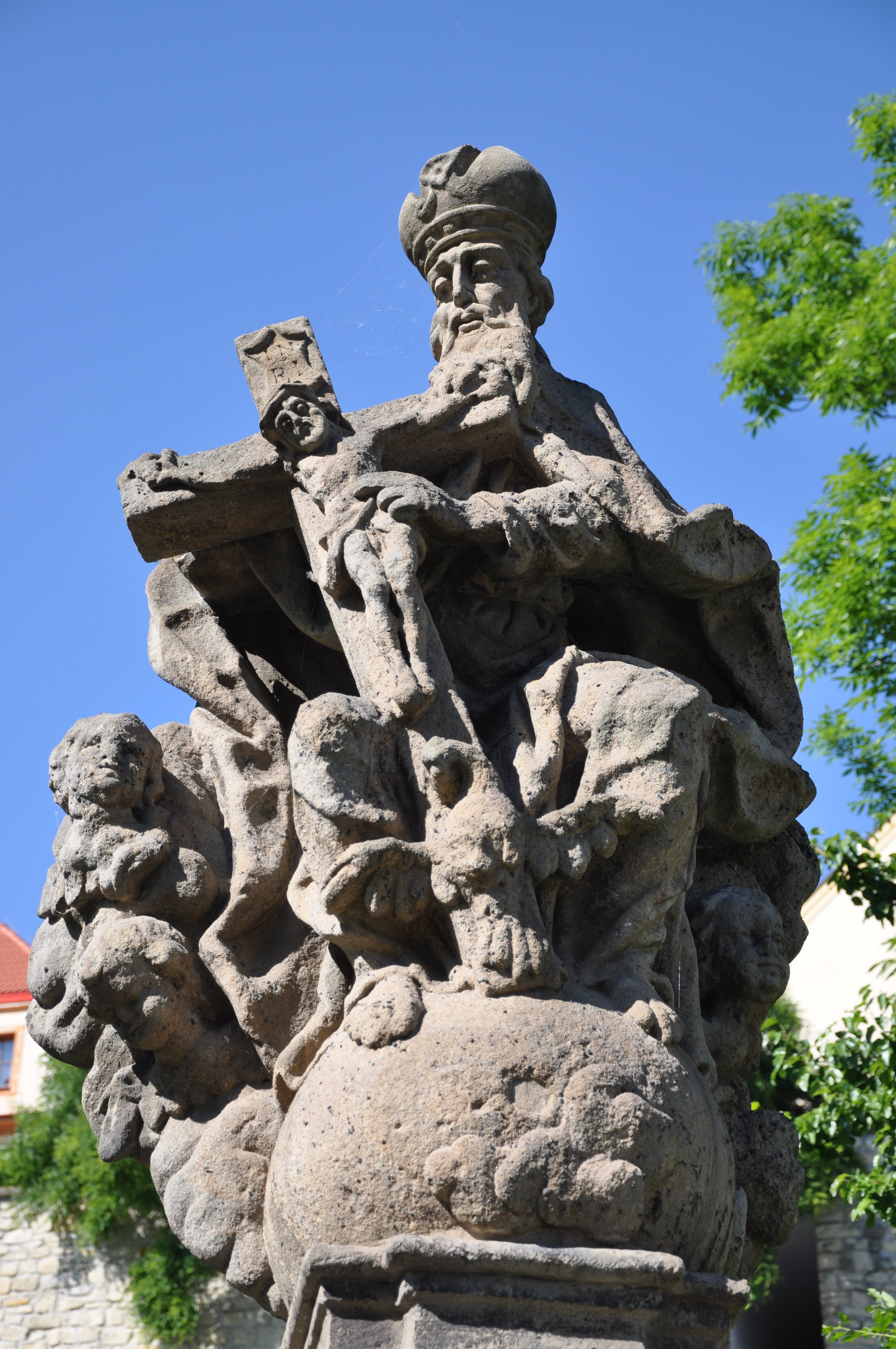
Detail sousoší Nejsvětější Trojice
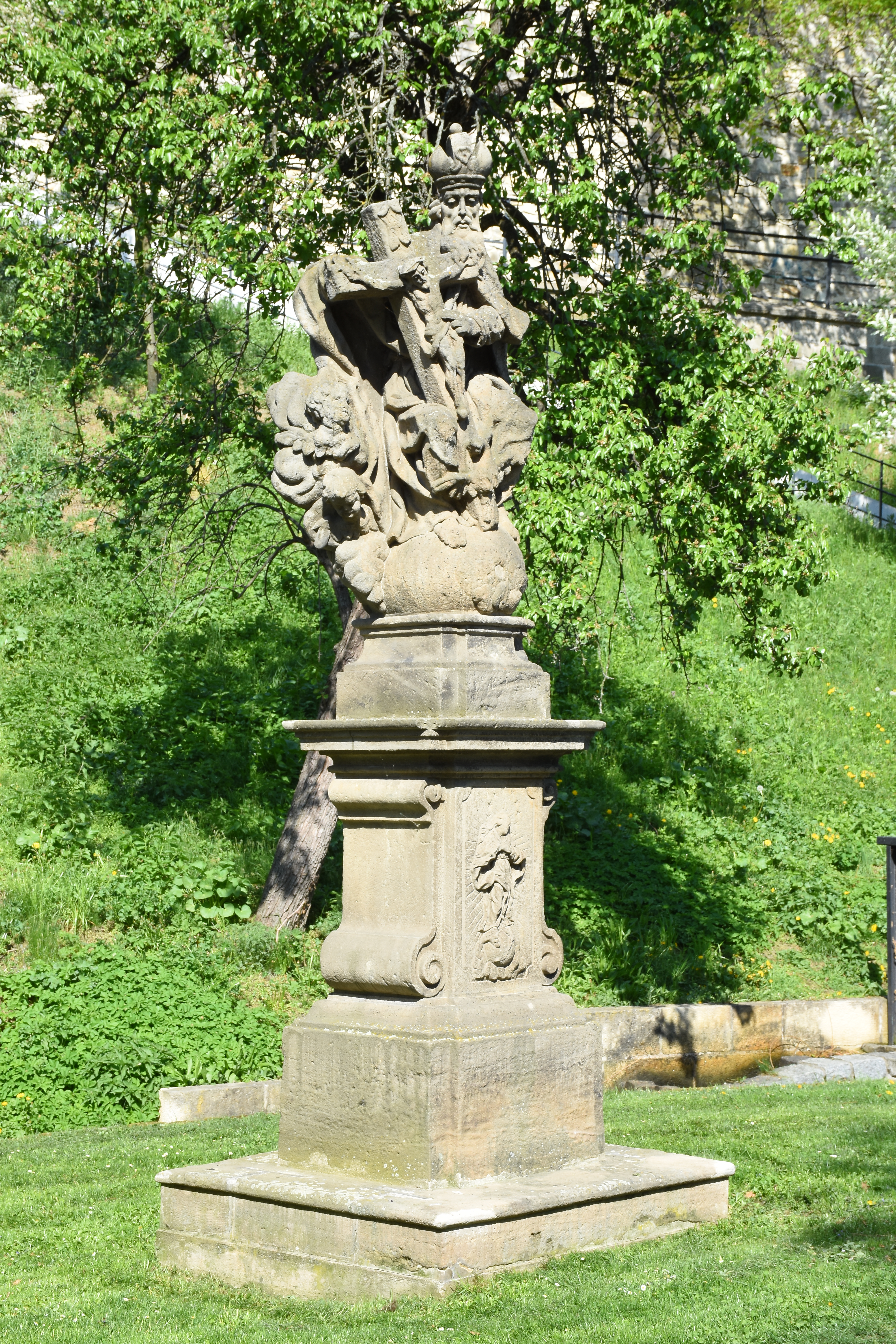
socha Nejsvětější Trojice - stav v roce 2018